# Triangolo di Hala'ib
Il Triangolo di Hala'ib (in arabo مثلث حلايب) è un territorio di confine conteso tra l'Egitto e il Sudan.

## Geografia

### Posizione
Situato nella parte sud-orientale dell'Egitto sul Mar Rosso, ha una superficie di 20580 km².
Dal punto di vista geografico la regione fa parte della Nubia. A 30 km dal confine con il Sudan, 20–25 km verso l'interno si estende il Parco Nazionale Gebel Elba. I pochi abitanti sono prevalentemente nubiani. Capoluogo è Hala'ib con ca. 1 000 abitanti.

### Orografia
L'interno della regione è costituito da rilievi desertici attraversati da uadi. Le catene montuose, che s'innalzano da un bassopiano sabbioso, sono disposte in direzione della costa.
Le cime più alte della zona sono il monte Elba (1.435 metri), il Monte Shellal (1.409 metri), il Monte Shendib (1.911 metri) ed il Monte Shendodai (1.526 metri). L'area montana di Gebel Elba è una riserva naturale dichiarata da parte dell'Egitto, in un decreto firmato dal primo ministro Ahmed Nazeef.

### Flora
Nella regione di Hala'ib gli elementi afrotropicali hanno i loro limiti settentrionali a Gebel Elba, il che lo rende un territorio unico tra gli ecosistemi dominanti dell'Egitto: Mediterraneo e Nordafricano. Vi è anche densa copertura di acacie, mangrovie e altri arbusti, oltre a specie endemiche di piante come il Elbensis Biscutella.

## Storia
Nel 1899, in un periodo in cui grande era l'influenza del Regno Unito sull'area, l'accordo anglo-egiziano di codominio sul Sudan fissò il confine in corrispondenza del 22º parallelo. Nel 1902 tuttavia, dal momento che la zona risultava più agevolmente accessibile dal Sudan che dall'Egitto, ed era più vicina a Khartum che al Cairo, il Regno Unito tracciò un “confine amministrativo” separato che pose il Triangolo di Hala'ib sotto controllo sudanese. Nel contempo, un piccolo quadrilatero di territorio sudanese, noto con il nome di Bir Tawil, venne assegnato all'Egitto, sebbene la sua estensione fosse di molto inferiore a quella del territorio di Halaib e fosse su tre lati incastonato in territorio sudanese.
Nel 1956 il Sudan ottenne l'indipendenza, ed in quell'occasione affermò la sua sovranità sul Triangolo, nonostante l'Egitto rivendicasse i suoi diritti in base all'accordo del 1899, tanto che nel 1958 Gamal Abdel Nasser inviò le sue truppe nel Triangolo per poi ritirarle poco dopo. L'Egitto propose al Sudan uno scambio di territori ma il Sudan non accettò il territorio di Bir Tawil in quanto troppo poco vasto. Paradossalmente, il territorio di Bir Tawil è, insieme alla Terra di Marie Byrd, uno degli unici due territori al mondo a non essere reclamato da alcuno Stato: l'Egitto lo ha unilateralmente assegnato al Sudan, che, a sua volta, lo ha unilateralmente assegnato all'Egitto. L'area di Halaib, invece, rimase sotto il controllo del Sudan fino al 1992, anno in cui il Sudan concesse ad una società petrolifera canadese i diritti di sfruttamento delle acque antistanti la costa del Triangolo. A seguito dell'opposizione dell'Egitto, ebbero inizio delle trattative, mentre la società canadese si ritirò in attesa che venisse definita la sovranità sulla regione. Nel gennaio 2000, il Sudan ritirò le sue truppe dall'area, cedendo nei fatti il controllo all'Egitto che occupò militarmente il Triangolo.
Al 2006 i posti di confine sul limite settentrionale vengono gestiti insieme dai militari di entrambi gli stati. L'espatrio dei sudanesi verso l'Egitto e viceversa non è tuttavia consentito attraverso questo confine.
Nonostante non si preveda una soluzione della controversia riguardante il Triangolo, si osserva già una certa collaborazione: il territorio è coperto dalle reti di telefonia mobile di entrambi gli stati e come valuta sono riconosciute sia la Lira egiziana che la Sterlina sudanese.
Dal 2005 il ministero del turismo egiziano ha autorizzato i viaggi nel Triangolo.

## Storia recente
Nel 2004 il presidente sudanese Omar Hasan Ahmad al-Bashir ha affermato che, nonostante il ritiro delle truppe nel 2000 ed il controllo di fatto del triangolo da parte dell'Egitto, l'area apparteneva ancora legittimamente al Sudan, che non lo aveva "mai abbandonato". Secondo l'Associated Press ha detto: "Non abbiamo fatto alcuna concessione [...] La prova è che di recente abbiamo rinnovato la rivendicazione al Consiglio di Sicurezza".
Le riserve di petrolio scoperte recentemente nel territorio possono avere indotto Al-Bashir a riaffermare le pretese del Sudan e questo ha solo aumentato il desiderio di entrambi gli stati di rivendicare il territorio. Al-Bashir ha ribadito la tesi sudanese di sovranità su Hala'ib in un discorso del 2010 a Port Sudan, affermando che "Hala'ib è sudanese e sarà sempre sudanese".
Il fronte orientale, una coalizione politico-militare sudanese comprendente il Congresso Beja e Lions Free che ha recentemente firmato un accordo di pace con Khartoum, ha dichiarato che ritiene Hala'ib parte del Sudan a fronte di una popolazione che è etnicamente, linguisticamente e tribalmente parte di quel paese. Il capo del fronte orientale e del Beja Congress, Musa Muhammad Ahmad, ha dichiarato che la questione della sovranità di Hala'ib dovrebbe essere decisa da un arbitrato internazionale in un modo simile alla questione della sovranità su Abyei tra il nord ed il Sudan del Sud.
Nel mese di ottobre 2009 la Commissione Elettorale che ha preparato un piano globale per le elezioni generali del Sudan dell'aprile 2010, ha dichiarato che Hala'ib è uno dei distretti elettorali dello stato del Mar Rosso e che la sua gente dovrebbe esercitare i propri diritti costituzionali e registrarsi per poter partecipare alle elezioni generali. La registrazione degli elettori non ha avuto luogo nella zona del Triangolo di Hala'ib perché alla Commissione elettorale sudanese è stato rifiutato l'ingresso da parte delle autorità egiziane.
Nel dicembre 2009, all'assistente del presidente sudanese, Mohamed Ahmed Musa, è stato impedito di entrare nella zona di confine. La visita di Ahmed aveva lo scopo di affermare la "sovranità sudanese nel Triangolo di Hala'ib e controllare le condizioni della popolazione e di fornire sostegno morale e finanziario ai membri delle unità dell'esercito sudanese, intrappolato da quando l'occupazione egiziana ha avuto inizio." Le sue osservazioni sono state il primo riconoscimento ufficiale che i componenti dell'esercito sudanese erano rimasti all'interno dell'area a controllo egiziano. Ahmed ha anche affermato che il Triangolo di Hal'ib è sudanese e non sarebbe stato abbandonato "in nessun caso".
Il governo egiziano sta provvedendo a chiudere il centro commerciale egiziano-sudanese di Shalatin e spostarlo al punto del controllo di frontiera sul 22º parallelo, che ha avuto le sue strutture ampliata e il suo personale amministrativo aumentato a gestire il commercio terra egiziano-sudanese. In questo modo, ai camion che portavano merci in Egitto dal Sudan non sarà permesso di scaricare le loro merci ad Shalatin, come in passato, ma invece al punto del valico di confine di Hadarba. Wadi Halfa è un altro punto di passaggio di frontiera ad ovest del fiume Nilo, ai 22 gradi nord.
A partire dal 2009 l'autorità dell'energia elettrica egiziana ha iniziato la costruzione di una linea per fornire la città di Shalatin con energia elettrica dalla rete principale egiziana per sostituire i generatori attualmente in uso. Questa linea si estenderà in futuro ad Abu Ramad e Hala'ib. Dal maggio 2010, una nuova strada asfaltata collega il Triangolo a Port Sudan. 
Il quotidiano sudanese Al-Ahram Today il 22 aprile 2010 ha riportato che Al-Taher Muhammad Hasaay, l'ex capo del Consiglio di Hala'ib ed un membro della tribù Bisharin che aveva manifestato contro la presenza militare egiziana nel Triangolo di Hala'ib, sono morti in un ospedale al Cairo dopo essere stati arrestati dalle forze di sicurezza egiziane senza processo per due anni. Una delegazione della tribù Bisharin ha dichiarato al Sudan Media Centre che anche sette dei loro membri erano in carcere: Muhammad Eissa Saeed, che è stato in carcere da 6 anni, Ali Eissa, Abu Eissa e Muhammad Saleem, detenuti da 5 anni, e Hashim Othman, Muhammad Hussein AbdalHakam, Karrar Muhammad Tahir e Muhammad Tahir Muhammad Saleh ciascuno trattenuto da 2 anni.
Nel luglio del 2010 è stato riportato dal giornale egiziano Al-Masry Al-Youm che i capi delle tre tribù nel Triangolo di Hala'ib - el-Ababda, el-Basharya ed el-Beja - hanno sostenuto la rivendicazione egiziana sulla zona, affermando che essi sono cittadini egiziani, e non sudanesi, e che hanno tutti i diritti dei cittadini egiziani, tra cui la carta d'identità nazionale, il diritto di voto alle elezioni ed il far parte dell'esercito egiziano.

## Mappa

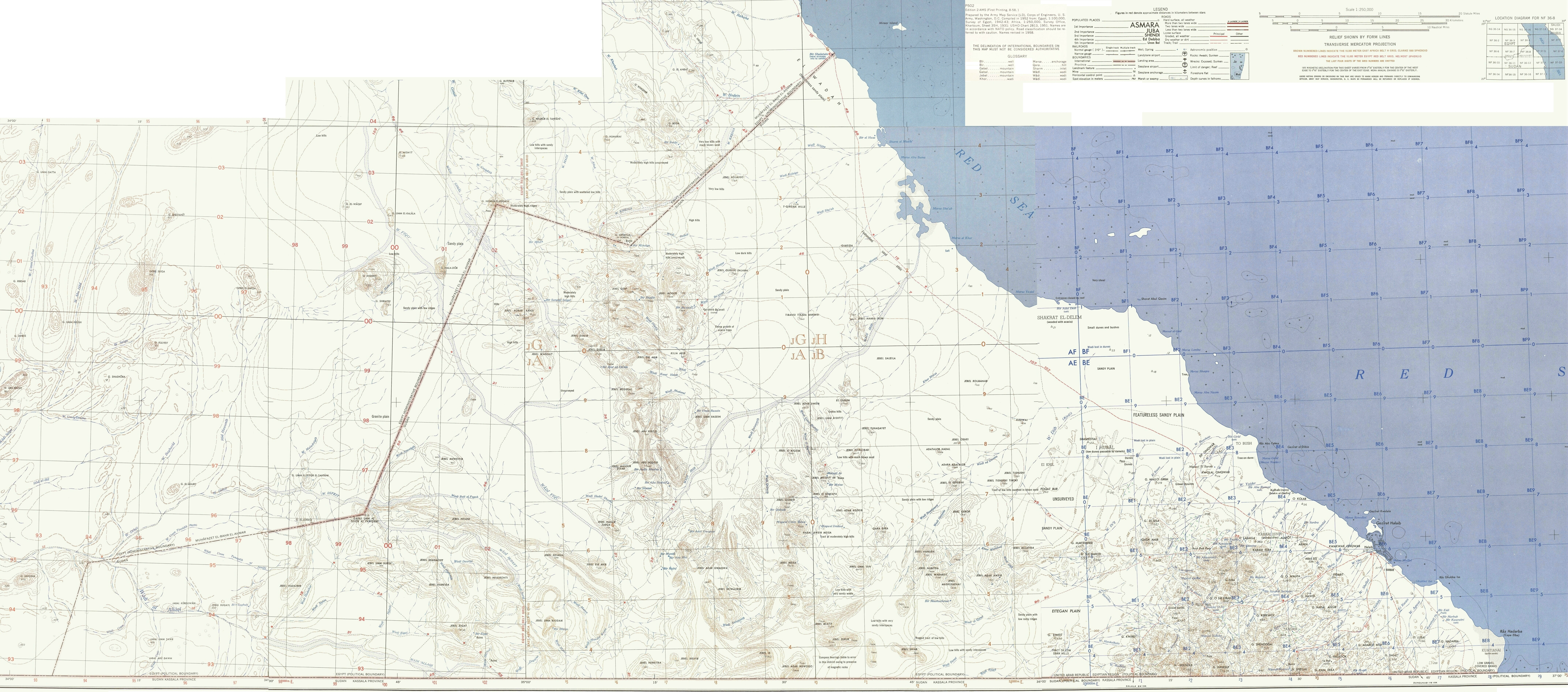
Mappa in quattro fogli del Triangolo di Hala'ib